# Andromeda (imię)
Andromeda – imię żeńskie pochodzenia greckiego. Wywodzi się z mitologii greckiej. Pochodzi od słów andros „człowiek”  i medesthai „myśleć”.
Andromeda imieniny obchodzi 7 sierpnia.
Postaci fikcyjne noszące to imię:
- Andromeda Tonks (z d. Black) – matka Nimfadory Tonks z serii książek Harry Potter autorstwa J.K. Rowling.